# 참좋은레져
참좋은레져(Very Good Leisure)는 대한민국의 레저 기업이다. 삼천리자전거의 계열사로, 고급 자전거를 생산 및 수입한다. 2008년 7월 참좋은여행과 합병하여 만들어졌다. 2017년 9월 자전거사업부문을 참좋은레져 주식회사로 분할하고 남은 회사는 참좋은여행 주식회사로 상호를 변경하다가. 2019년에 삼천리자전거를 이관을 하였다. 

## 자체 브랜드
- 첼로 삼천리자전거 자회사로서 국내 고급차 시장 점유율 1위 브랜드. 경기도 의왕시에 생산공장이 있으며, 모든 제품이 안정검사를 받고 출고된다고 한다. 한국인 체형에 최적화되어 있다.

MTB
```
    티탄 : 실버라도 국내에서 유일하게 안정성을 검증받은 티탄 프레임으로서 광택이 아름답다.
    카본 : 크로노라인, 크로노 팀(텍스티림 직조방식)을 제외하고는 풀 3K 직조 방식으로 채택, 90, 80, 70 등 구동계에 따른 라인업이 있다.
    알루미늄 : XC 또는 볼더 등 입문급 라인업이 형성되어있다.
```

ROAD
```
    카본 : 레퍼렌스, 엘리엇, 케인마크2, 메르디안 등
    알루미늄 : 스칼라티, XLR, 디스트릭트9 등 카본 포크와 알루이 프레임의 입문급 라인업 형성
```

그외
```
    접이식 자전거, 하이브리드, 펫바이크, 어린이 자전거 등 국내 고급차 브랜드에서 가장 많은 라인업을 형성하고 있다.
```

용부품
```
    MONARCHY, DOMINIQUE 등 휠셋, 안장에서도 자체 브랜드를 갖고 있다.
```

## 수입 브랜드
- COLNAGO(콜나고)
- MOOTS(무츠)
- SIDI
- FULCRUM
- BBB
- MOONLIGHT
- CASTELLI
- ELITE

```
등 자전거관련 용부품
```

## 같이 보기
- 참좋은여행